# 20 Armia Górska
20 Armia Górska (niem. 20. Gebirgs-Armee) – niemiecki związek wojskowy, utworzony w styczniu 1942 roku jako AOK Laponia (Armeeoberkommando), od czerwca 1942 roku pod właściwą nazwą. W grudniu 1944 roku wchłonęła Armię Norwegia

## Dowódcy armii
- gen. Eduard Dietl (styczeń 1942 – czerwiec 1944)
- gen. Lothar Rendulic (czerwiec 1944 – styczeń 1945)
- gen. Franz Böhme (styczeń–maj 1945)

## Struktura organizacyjna
Jednostki armijne: sztab wraz z wojskami ochrony, 550 Armijny Pułk Łączności, Dowództwo 463 Armijnego Oddziału Zaopatrzeniowego, 4 Batalion Karabinów Maszynowych, 13 Batalion Karabinów Maszynowych, 14 Batalion Karabinów Maszynowych, 901 Dowództwo Łodzi Szturmowych, 57 Górski Batalion Tragarzy, 537 Oddział Poczty Polowej i Wyższe Dowództwo Artylerii Obrony Wybrzeża
Skład w kwietniu 1942 (jako AOK Laponia):
- Korpus Górski „Norwegen”
- XXXVI Górski Korpus Armijny
- III Korpus (fiński)

Skład w sierpniu 1944:
- XIX Górski Korpus Armijny
- XXXVI Górski Korpus Armijny
- XVIII Korpus Górski